# Ifjúsági Színház
Az Ifjúsági Színházként 1949-ben, a magánszínházak államosításakor a Nagymező utca 22–24.-ben a moszkvai Komszomol Színház példájára létrehozott társulat, mely 1954–1960 között Petőfi Színház, 1960–1963 között Jókai Színház néven működött, majd Thália Színházként folytatta történetét. 1960–1971 között a Paulay Ede utcában lévő színházépületben játszott. Kamaraszínháza 1952-től az Úttörő Színház volt, mely mintájául a szintén moszkvai Pionír Színház szolgált.

## A színtársulat története, névváltozásai

### Az Ifjúsági Színház (1949–1954)
Feladata a serdülőkorú fiatalok „kommunista erkölcsre, szocialista humanizmusra” nevelése volt. Műsorán elsősorban romantikus, történelmi színművek, a szovjet drámairodalom darabjai és népszerű regények dramatizálásai szerepeltek.
1949 szeptemberében nyitotta meg kapuit. A magánszínházak államosításakor, a moszkvai Komszomol Színház példájára hozták létre, „célzott” közönség
kijelölésével. Az eredetileg moziként üzemelő épületben azelőtt épp a Vígszínház – a léha szórakozást, polgári társadalmat jelképező – társulata kapott ideiglenes fedelet, megrongálódott saját játszóhelye helyett.
Egri István igazgatót – aki előtte az addig magánszínházként működő Pesti Színházat vezette, és egyedül kapott a magánszínház igazgatók közül lehetőséget – és Sívó Emil titkárt nevezték ki a színház élére. A Pesti Színház majd' egész színtársulatát átvitte az új színházhoz, továbbá még megkapta: Makay Margitot, Pethes Sándort, Sennyei Verát, Fónay Mártát, Benkő Gyulát és Berky Lilit. Dramaturgnak Örkény Istvánt szerződtették. Ő és Gyárfás Miklós írták meg a nyitódarabot Zichy palota címmel, melyet Bálint György rendezett. Négy növendéket is elhívtak a színházhoz a Színház- és Filmművészeti Főiskoláról a fiatal szerepekre – ők voltak: Sinkovits Imre, Márkus László, Molnár Tibor és Gera Zoltán. Ám rövid idő alatt új vezetőt kap a társulat. Egri, a Rajk-per után és mivel a Szociáldemokrata Párt tagja volt, lemondott volna, hogy megkímélje a színházat a személye elleni hajsza következményeitől, de a hatalom ezt nem fogadta el. Később áthelyezték, a Belvárosi Színház főrendezője lett.
1950. július 4-től Hont Ferenc igazgatta a színházat, de ő is csupán alig egy évig (1951. június 18-ig). Ez alatt egyetlen darabot rendezett, Borisz Gorbatov Apák ifjúsága című színművét. Helyére egykori munkatársát, a két világháború közötti munkás-színjátszó múlttal is rendelkező Szendrő Ferenc került.
1952-ben a színházhoz csatolták az Úttörő Színházat – ami a Paulay Ede utca 35. alatt működött, 1949-ben hozták létre és 14 év alatti gyermekeknek játszott – az Ifjúsági Színház Kamaraszínháza néven, melynek akkori igazgatója, Both Béla lett az egyesített színházak főrendezője, távozása után, 1953-ban pedig Apáthi Imre, míg Szendrő főigazgató maradt. 1954-ben az Ifjúsági Színház felvette a Petőfi Színház, kamaraszínháza pedig társszínházaként a Jókai Színház nevet.

### A Petőfi Színház (1954–1960)
A Petőfi Színház és Jókai Színház közös időszaka.
Az 1955–1956-os évadban Szállj költemény címen Szendrő Ferenc előadóest-sorozatot hirdetett. Ennek keretében Ascher Oszkár, Major Tamás, Palotai Erzsi, Horváth Ferenc és Neményi Lili – elsősorban magyar költők műveiből összeállított – műsorára, valamint szovjet költők bemutatására került sor, mielőtt minden alkalommal egy-egy neves irodalmár vagy költő-író tartott bevezetőt. A nagy sikerre való tekintettel a következő évadban is folytatták a sorozatot, Béres Ferenc népdalénekes és előadóművész javaslatára változott az eredeti koncepció, a program címe pedig Vers és Dal Színháza lett. Ebben két sorozatot alakítottak ki. Az egyik keretében színészek önálló  versmondó estjeit foglalta magában, amikben külföldi és magyar költőket bemutató, valamint tematikus előadások szerepeltek. A másikban dalestek között Medgyaszay Vilma-Rácz Aladár, Török Erzsébet-Jancsó Adrienne, Palló Imre, Béres Ferenc fellépésére került volna sor. Ám a sorozatokat félbeszakította az 1956-os forradalom, így az október 23-ra hirdetett Illyés Gyula-est már elmaradt. 1957 januárjában Szendrő a Szakszervezetek Országos Tanácsának égisze alatt már az önálló Irodalmi Színpad, a későbbi Radnóti Miklós Színpad megalakulását készítette elő.
A színházak az 1956–1957-es évadtól kezdve a tanácsoktól kapták az állami szubvenciót, melyeknek befolyásuk lett a műsorpolitika kialakítására. A Fővárosi Tanácstól a Petőfi Színház új arculatot kap. Az intézményben mindössze évente harmincnyolc kötelező ifjúsági előadás mellett modern, felnőtt színházzá válik. Petur Ilka, Kőmíves Erzsi, Hacser Józsa, Mádi Szabó Gábor, Csákányi László és Benedek Tibor szerződtek ide, főrendezővé Egri Istvánt nevezték ki. Az október 23-át követő változások következtében a hónap végi társulati ülésen a színház igazgatójának választották. Két hónap kényszerszünet után újrakezdik az évadot, a kijárási tilalom miatt az első előadások délelőtt 11-kor és délután 2 órakor kezdődtek.
1957-től Simon Zsuzsa vezette a két intézményt. A Petőfi Színház főleg külföldi színdarabokat játszott, a Jókai pedig a magyar dráma otthona lett. A sikerdarabok műsoron maradtak és a korábbiakban mellőzött színészeket is alkalmazta, így: Peéry Pirit, Vértess Lajost, Bánhidy Lászlót, illetve szerződtette Dayka Margitot – akiért az Örök szerelem című darab megírására fölkérte Földes Mihályt és szintén miatta vitette színre Max Ernest Fischer A kimenő című darabját, – Horváth Terit, Görbe Jánost és a rendező Kazimir Károlyt. A műsorpolitika a paraszti és munkás témájú előadások és a korábbi években kicsiszolt stílus folytatásának szándékának irányába mozdult. 1958 után a színháznak önálló gazdálkodása lett, műsorára ekkor kerültek vissza a „Szovjetunió és a népi demokratikus országok” drámái. A politikai enyhülés nyomán azonban az addigi propagandisztikus bemutatók és a két játszóhellyel rendelkező, felduzzasztott társulat miatt az intézmény átszervezése elkerülhetetlenné vált.
1960-ban a Petőfi Színház jogutóda a Jókai Színház lett, miközben a Nagymező utcában Szinetár Miklós egy szintén Petőfi Színház nevű új zenés színházat alapított.

### A Jókai Színház (1960–1963)
Az 1960-as jogutódlás után a Paulay Ede utcai színház társát 1961-ben átszervezték. Az igazgató Keres Emil, a művészeti vezető és főrendező pedig Kazimir Károly lett. Két évadon át Jókai Színház néven játszott a társulat, majd 1963-ban felvette a Thália Színház nevet.

### A Thália Színház
A Társulat 1971-ben, bár akkor még csak ideiglenes szándékkal, de visszaköltözött a Nagymező utcai épületbe, melynek 1972-től 1991-ig Kazimir Károly volt az igazgatója.